# Intercitymaterieel
Intercitymaterieel (kortweg ICM met de materieelnaam Plan Z) is een type treinstel van NS Reizigers dat voornamelijk gebruikt wordt in intercitytreindiensten. De trein heeft de bijnaam Koploper vanwege de doorloopkop onder de verhoogde machinistencabine, waarmee een loopverbinding tussen de treinstellen is ontstaan (uniek voor Nederlandse treinstellen). De doorloopkop bleek storingsgevoelig te zijn en is bij de modernisering van 137 van de 144 treinstellen in de jaren 2005-2011 verwijderd. De gereviseerde treinstellen worden ook wel Intercitymaterieel modern (ICMm) genoemd. ICMm wordt sinds 2022 buiten dienst gesteld. Het is de bedoeling dat alle treinstellen in 2030 terzijde zullen zijn.
Het model is ontworpen door Evert Endt van het designbureau van ontwerper Raymond Loewy. De eerste zeven (prototype) treinstellen kwamen in 1977 in dienst. Het merendeel van de tussen 1983 en 1994 gebouwde treinen reed in 2023 nog dagelijks over het Nederlandse spoorwegnet. De ICMm's vormen samen met het VIRM en de DDZ het belangrijkste materieel op de verbindingen tussen de Randstad en het noorden en oosten van het land.

## Driewagenstellen

### ICM-0

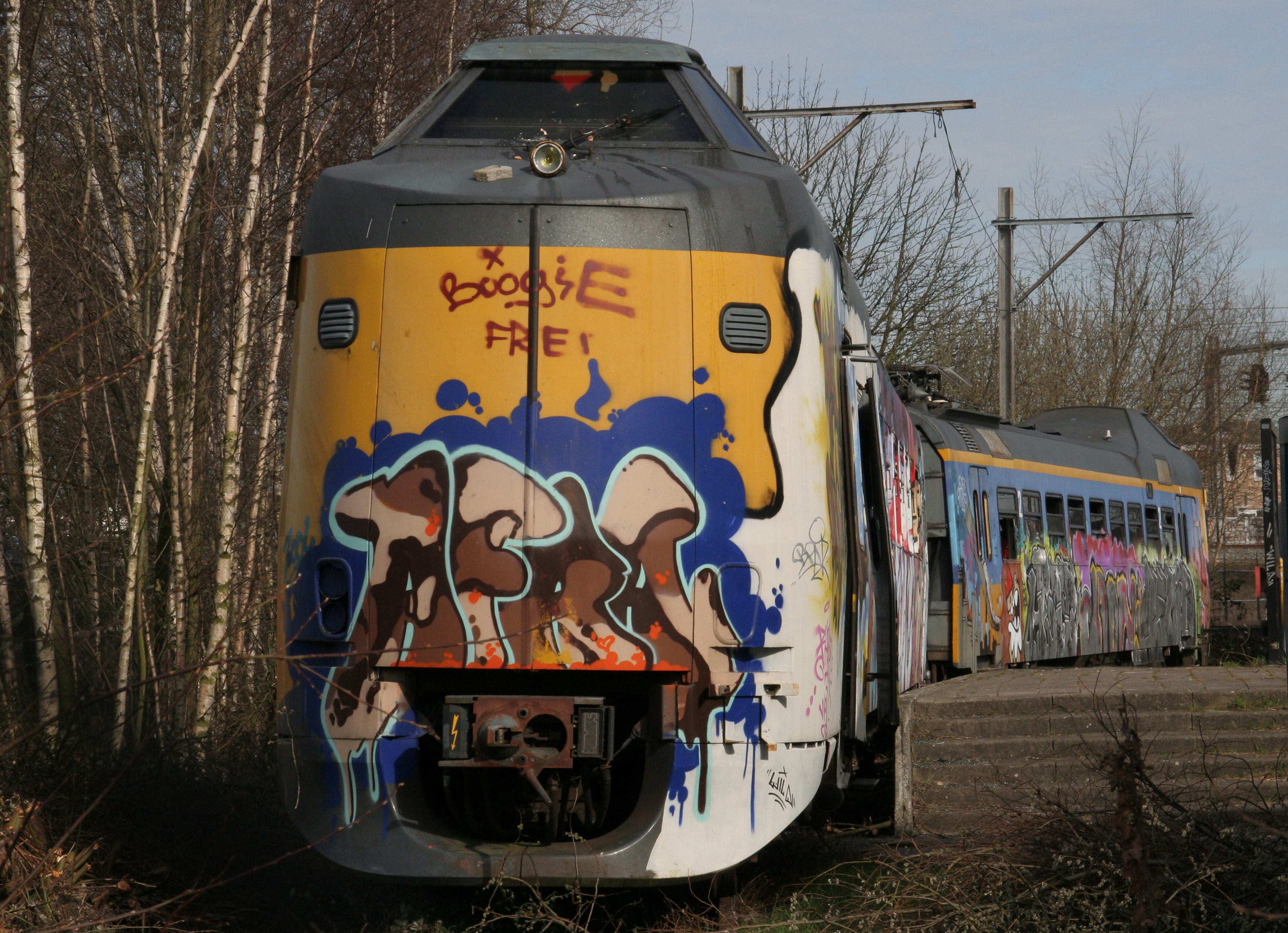
De kopbakken van stel 4005 zijn in gebruik geweest als oefenobject bij Falck BHV in Utrecht. Inmiddels zijn ze gesloopt.

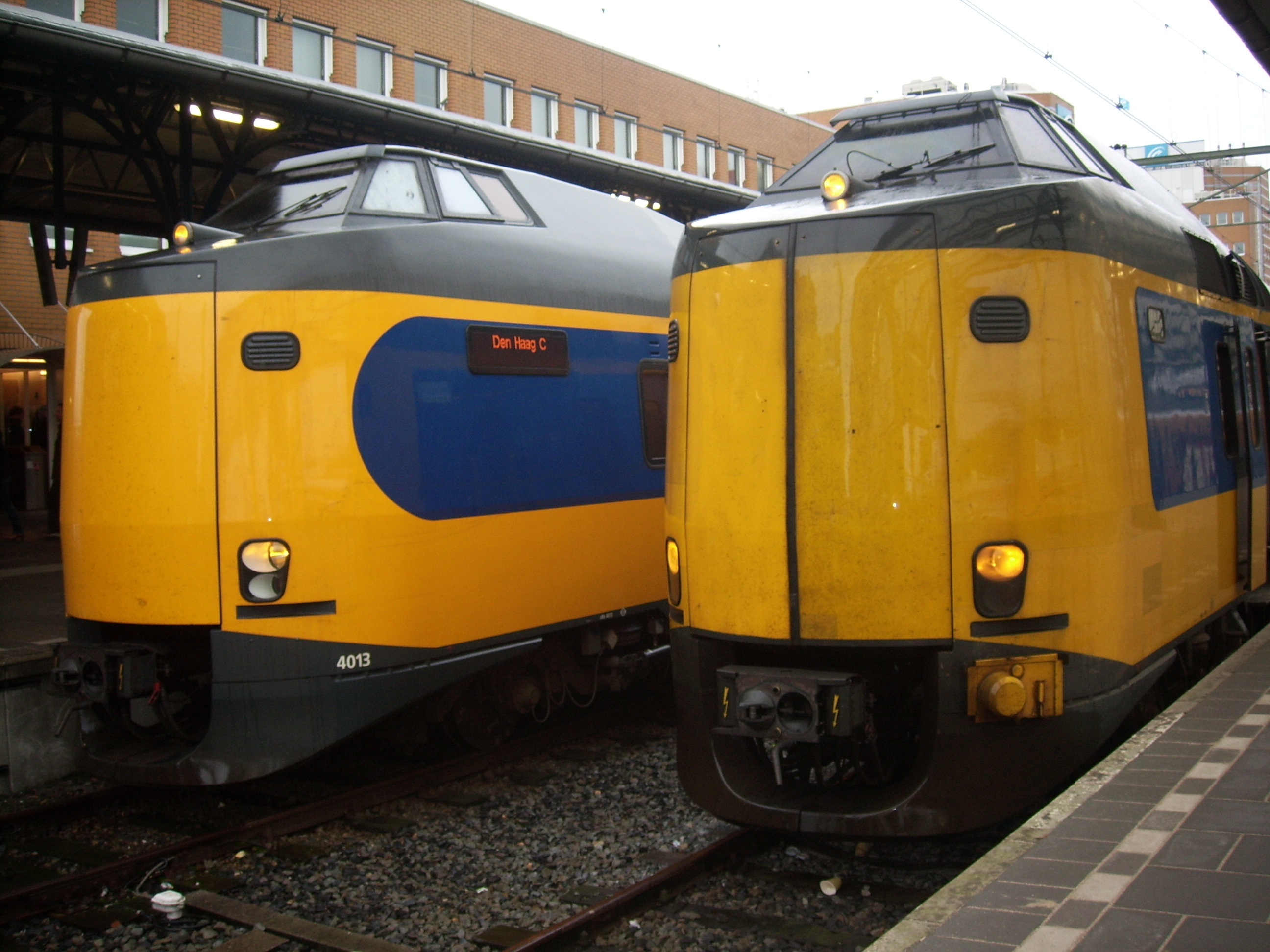
De gemoderniseerde 4013 (ICMm) naast een nog niet gemoderniseerde Koploper (ICM). Bij de 4013 is de doorloopkop verwijderd, te zien aan het ontbreken van de naad in het midden.

In 1977 zijn de 4001-4007 als prototypes gebouwd door Talbot te Aken. Destijds werden ze aangeduid als IC3 en later als ICM-0 om ze te kunnen onderscheiden van de latere seriebouw. Ze werden aanvankelijk ingezet tussen Eindhoven en Venlo, dit baanvak was speciaal geschikt gemaakt voor 160 kilometer per uur. Later werden ze ingezet tussen Amsterdam en Nijmegen.
Vanaf 1983 kwam de vervolgserie 4011-4097. Bij deze nieuwere stellen werden diverse zaken anders uitgevoerd dan bij de prototypes. Onder meer de indeling van de ramen (sommige bakken van de prototypes hadden bijvoorbeeld SGM-ramen), vormgeving van bagagerekken (met luchtdouches onder het bagagerek), de binnendeuren (automatische schuifdeuren in plaats van klapdeuren bij de bakovergang), de nieuwe serie kreeg dezelfde oranje banken als in de ICR-rijtuigen. Later kregen ook de prototypes deze banken; voordat dit gebeurde hadden de prototypes ook in de tweede klas individuele stoelen met een rode kleur, zoals bij de verbouwde Hondenkoppen). In ICM-0 4001 werd bij wijze van proef een thyristor-chopper van de firma Holec ingebouwd in plaats van rijweerstanden. Het treinstel heeft hiermee dienstgedaan van 1 maart 1982 tot maart 1983. De doorloopkoppen van de prototypes werden in het najaar van 1984 zodanig aangepast dat ze koppelbaar waren met die van de seriebouw. ICM-0 is voorzien van Wegmann-draaistellen; dit in tegenstelling tot de vervolgseries ICM, die voorzien zijn van draaistellen van SIG, type GSG 4.
Desondanks bleven de verschillen groot en mede daardoor werd de ICM-0 door NS Reizigers te duur bevonden in het onderhoud.
In 2003 zijn deze zeven Koplopers terzijde gesteld. Enkele treinstellen zijn gesloopt door Dotremont in Maastricht. Treinstel 4001 stond lange tijd op Arnhem Goederen. In 2018 is de combinatie naar industrieterrein Kleefse Waard overgebracht waar het als oefenobject door de brandweer wordt gebruikt. De tussenbak is verwijderd en ligt ca. 300 meter verder op zijn kant. Treinstel 4004 is als oefenobject in Ossendrecht in gebruik bij de politieacademie, zij het dat een kopbak gescheiden is van de rest. De AB 4007 is verbouwd tot AB 4044 ter vervanging van een uitgebrande AB.
De rijtuigen van het type ICR zijn voor een groot deel gebaseerd op het middenrijtuig van ICM-0.

### ICM-1 en ICM-2
Tussen 1983 en 1990 zijn de Koplopers 4011-4097 gebouwd. Het eerste treinstel werd op 11 december 1983 officieel door Talbot overgedragen aan NS; de overdrachtsrit zelf vond plaats op 10 januari 1984. Met ingang van de zomerdienstregeling 1984 kwamen de eerste vier ICM-1's in dienst, op de verbinding Amsterdam – Zwolle – Groningen / Leeuwarden.
Deze treinstellen hebben twee motordraaistellen (vier aangedreven assen) onder een van de koprijtuigen. De ICM-1's (4011-4050) hebben geen choppers, maar rijweerstanden voor het aansturen van de tractiemotoren. De tractiemotoren hebben een vermogen van 344 kW.

## Vierwagenstellen

### ICM-3 en ICM-4
Tussen 1990 en 1994 zijn vijftig vierdelige Koplopers gebouwd (4201-4250). Het is tegenstrijdig, maar de langere treinstellen werden juist besteld in verband met een bezuinigingsoperatie: Snoeien om te Groeien. Eerst wilde NS alleen nog materieel inzetten van driedelige stellen, maar dit beperkte de mogelijkheid om flexibel in te spelen op de vervoersvraag. De enige baklengtes die mogelijk zijn met driewagenstellen zijn: 3, 6, 9, 12 of 15 bakken, dit laatste is de maximumlengte van een ICM-trein. Met een combinatie van drie- en vierwagenstellen zijn veel meer combinaties van bakken mogelijk door het aantal drie- en vierwagenstellen te laten verschillen. Bijvoorbeeld: 3 (1x3), 4 (1x4), 6 (2x3), 7 (3+4), 8 (2x4), 9 (3x3). Door deze meer flexibele inzet kon het aantal lege kilometers beperkt worden, een bezuiniging die niet ten koste is gegaan van de reiziger of van het personeel.
Deze treinstellen hebben zes aangedreven assen (drie motordraaistellen). De vierdelige Koplopers hadden oorspronkelijk al magneetremmen. De driedelige Koplopers kregen ze in het najaar van 2012 ingebouwd. Van treinstel 4231 was van 1996 tot en met 2007 een tweedeklas rijtuig verbouwd naar eerste klas. Het stel werd daarbij vernummerd in 4444. Dit treinstel deed tot eind 2006 voornamelijk dienst in de 'Ambtenarentrein' 501/502 Groningen – Den Haag. Nadat het treinstel weer de normale verhouding 1e/2e klas teruggekregen had, droeg het nog steeds het speciale nummer 4444 tot aan zijn revisie in 2011, toen het zijn nummer 4231 weer terugkreeg.

## Doorloopkop

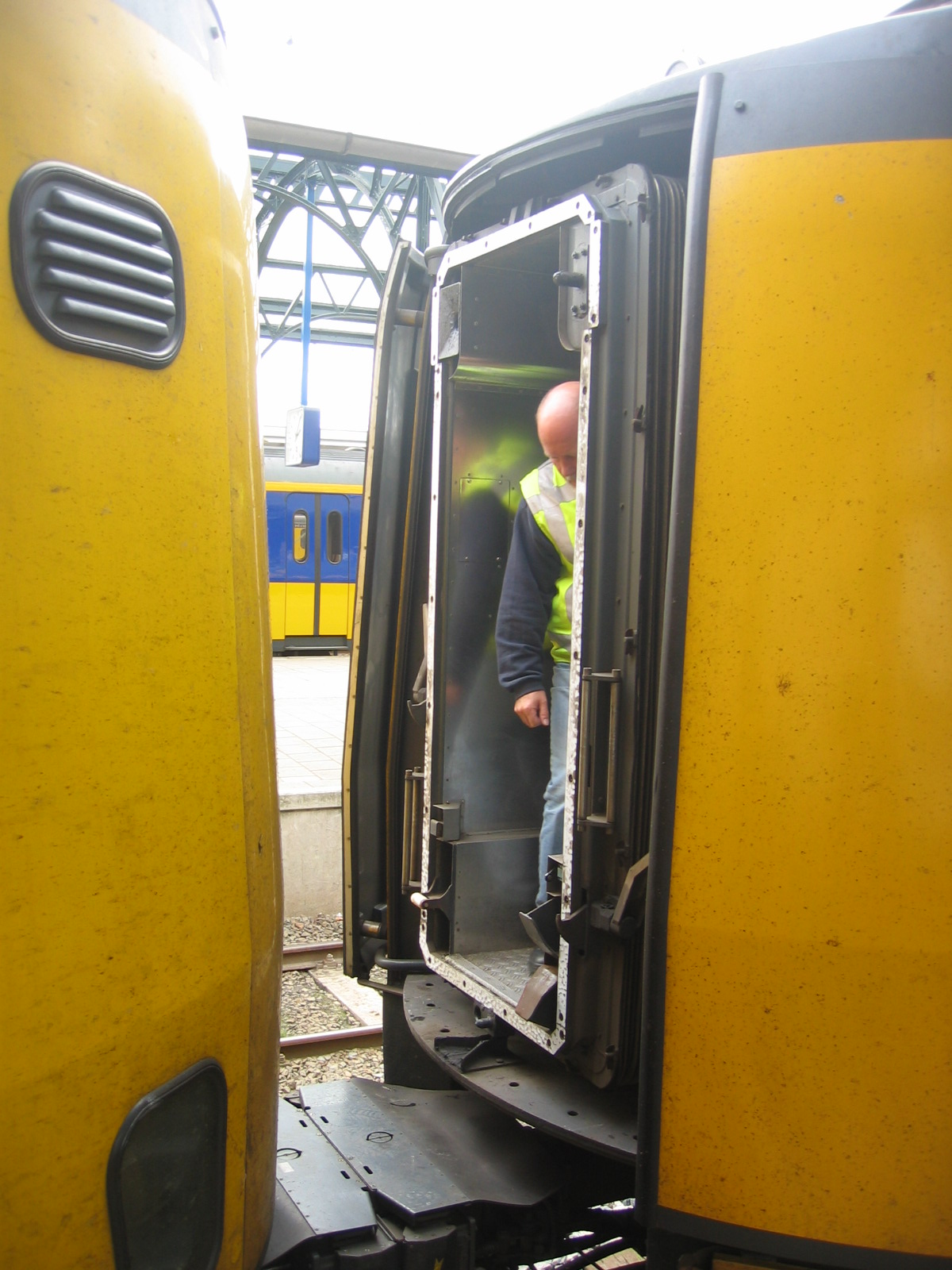
ICM tijdens het koppelen van de doorloopkoppen.

Dit type trein heeft de officiële bijnaam Koploper gekregen van een winnaar van een prijsvraag. Het woord verwijst naar de karakteristieke doorloopkop van de trein. Deze constructie, bedacht door prof. ir. N.H.C.E. Zeevenhooven, maakte het reizigers, cateringpersoneel en conducteurs mogelijk om tijdens de rit van treinstel te wisselen. Reizigers konden zo van treinstel wisselen als ze in het verkeerde deel waren ingestapt of omdat het treinstel waar ze waren ingestapt te vol was. Zwartreizigers hadden in deze treinen geen mogelijkheid meer om de conducteur te ontlopen, waar dat bij andere gekoppelde treinen betrekkelijk eenvoudig is door het treinstel zonder conducteur te selecteren vlak voor vertrek.
De doorloopkoppen werden sinds 31 oktober 2005 niet meer gebruikt. Als reden werd gegeven dat er door reizigers en treinpersoneel te weinig gebruik van werd gemaakt. Door het afschaffen van de catering in 2003 was geen doorloopmogelijkheid meer nodig. Bovendien waren de doorloopkoppen een ingewikkelde constructie, die onderhevig was aan slijtage. De storingen bij koppelen en ontkoppelen, met vertragingen als gevolg, waren mede reden om ze buiten werking te stellen.
NS was bij de revisie op zoek naar bezuinigingen en besloot de doorloopkoppen eerst onbruikbaar te maken en bij de latere modernisering zelfs te verwijderen. De zware deuren aan beide koppen van de trein zijn hierbij verwijderd en vervangen door een lichtere polyester plaat. Door het verwijderen van de doorloopkoppen is de trein lichter geworden. Dit levert een kostenbesparing op door een lager energieverbruik en lagere onderhoudskosten. Het nadeel is dat de conducteur tijdens de rit bij gekoppelde treinstellen niet in de gehele trein kan komen. Dit verlaagt de dienstverlening tussen ver van elkaar gelegen stations, zoals Zwolle en Amersfoort of Zwolle en Assen, en zou bij calamiteiten problemen kunnen opleveren.

## Indeling van compartiment
In de Koploper was de eerste Nederlandse trein waar vanaf de bouw behalve het gebruikelijke vis-à-vis (met de banken tegenover elkaar) ook de coachopstelling (met de banken achter elkaar) werd toegepast. Hondenkoppen hadden die opstelling al eerder, maar pas bij renovatie in de jaren zeventig. Bovendien was voor de beenruimte een zogenoemde unisteek toegepast. De beenruimte in de tweede klas was in de oorspronkelijke uitvoering even groot als in de eerste klas. Voor de unisteek was mede gekozen om de rentabiliteit van de eerste klas te verbeteren (door af te zien van een extra grote beenruimte). De zitplaatsen in de tweede klas stonden daarmee verder uit elkaar dan bij andere treinen.
In niet-gemoderniseerde ICM-treinstellen had elke reiziger de beschikking over een zogeheten luchtdouche. Deze voorziening was in ICM-0 nog niet aanwezig en is in het gemoderniseerde ICMm komen te vervallen omdat daar airconditioning in zit. Bij al het Intercitymaterieel zijn boven de ramen leeslampen aanwezig die de reizigers zelf kunnen in- en uitschakelen. De eerste klasse is sinds de modernisering tevens voorzien van 230 V-aansluitingen, voor gebruik van bijvoorbeeld laptops.

## Modernisering
Vanaf maart 2005 werd het Intercitymaterieel gemoderniseerd, te beginnen met de driedelige stellen (serie 4011-4097). In april 2007 werd het eerste treinstel door NedTrain werkplaats Haarlem afgeleverd en in de gewone treindienst opgenomen. Ter onderscheiding van de nog niet gemoderniseerde stellen worden de gemoderniseerde treinstellen aangeduid als ICMm. Deze treinstellen kregen een geheel vernieuwd interieur, met ongeveer 13% meer zitplaatsen. Daarnaast werd het onderscheid tussen de eerste en tweede klas visueel verduidelijkt; de eerste klas heeft rode stoelen, de tweede klas blauwe, net als bij ander gemoderniseerd materieel en nieuw gebouwd materieel vanaf 2006. Verder is ICMm voorzien van extra faciliteiten als een rolstoeltoilet, airconditioning, digitale reisinformatie, een digitaal koersbord en een statische omzetter in plaats van de eerdere motorgenerator. De modernisering van de driedelige stellen kostte € 190 miljoen.
Aan de buitenkant was het gemoderniseerde materieel het beste te onderscheiden van het niet-gemoderniseerde materieel door het op een ronding uitlopen van de blauwe balk rond de ramen, in plaats van een recht uiteinde en de dichte ramen in lijn met de zijwand. De ramen kunnen niet meer worden opengedraaid. De treinstelnummers zijn verplaatst naar de baanschuivers om ze minder gevoelig te maken voor graffiti. De naam "Koploper" is verdwenen.
De doorloopkoppen werden bij deze revisie bij alle treinen verwijderd; de twee deuren aan de buitenzijde werden vervangen door een gesloten kunststof plaat. De nog niet gemoderniseerde ICM-IV 4206 en 4248 hadden bij herstel van botsschade bij een van de kopdeuren al zo'n plaat gekregen, omdat de kopdeuren bij een aanrijding beschadigd waren geraakt. Het totaalgewicht van een treinstel verminderde met ongeveer 1.000 kilogram na vervanging van beide doorloopkopconstructies door kunststof afdekplaten. Dit heeft een gunstige invloed op het energieverbruik en dus de CO2-uitstoot per gereden kilometer.
Het interieur van de ICMm is ontworpen door ontwerpbureau Puur|Ruimte en vormgegeven door kunstenares Anna Ostrowska. De nieuwe stoelen zijn geleverd door het Franse Compin.
Bij de modernisering van de Koplopers werd het aantal toiletten gehalveerd. Hier kwam kritiek op van onder andere van mensen met darmziektes en ouders met kinderen. NS gaf geen gehoor aan deze klachten.
Treinstel 4011 werd in maart 2005 als eerste gemoderniseerd, om na tests in de klimaatkamer in Wenen en een serie proefritten, controles en instructies aan het personeel per 16 april 2007 de dienst in te gaan. De allereerste dienst was in treinserie 1500 (Intercity Amsterdam – Amersfoort – Deventer). Het volgende treinstel, de 4012, was pas in mei 2007 gereed en heeft ook niet meteen, zoals eerst gepland, samen met de 4011 een volledig gemoderniseerde trein gevormd.
De verbouwing van de driedelige Koplopers (4011-4097) duurde tot het tweede kwartaal van 2010. Treinstel 4205 werd op 22 februari 2009 als eerste vierdelig proefstel binnengehaald in de Hoofdwerkplaats Haarlem voor modernisering en kwam begin januari voor het eerst in de dienst. Hierna diende de 4203 als tweede proefstel; deze kreeg als eerste de mogelijkheden voor draadloos internet en actuele reisinformatie (het OBIS-systeem). In februari 2010 werd begonnen met de seriematige verbouwing van de vierdelige treinstellen. Opvallend was dat de stellen niet meer op nummervolgorde werden binnengenomen voor revisie. De laatste ICMm - de 4240 - werd op 6 oktober 2011 afgeleverd.
Begin 2012 is NedTrain begonnen met de vervanging van de stoelbekleding in de 2e klasse. Deze bleek moeilijk schoon te houden en werd vervangen door een kunststofachtige bekleding.

## Opvallende treinstellen

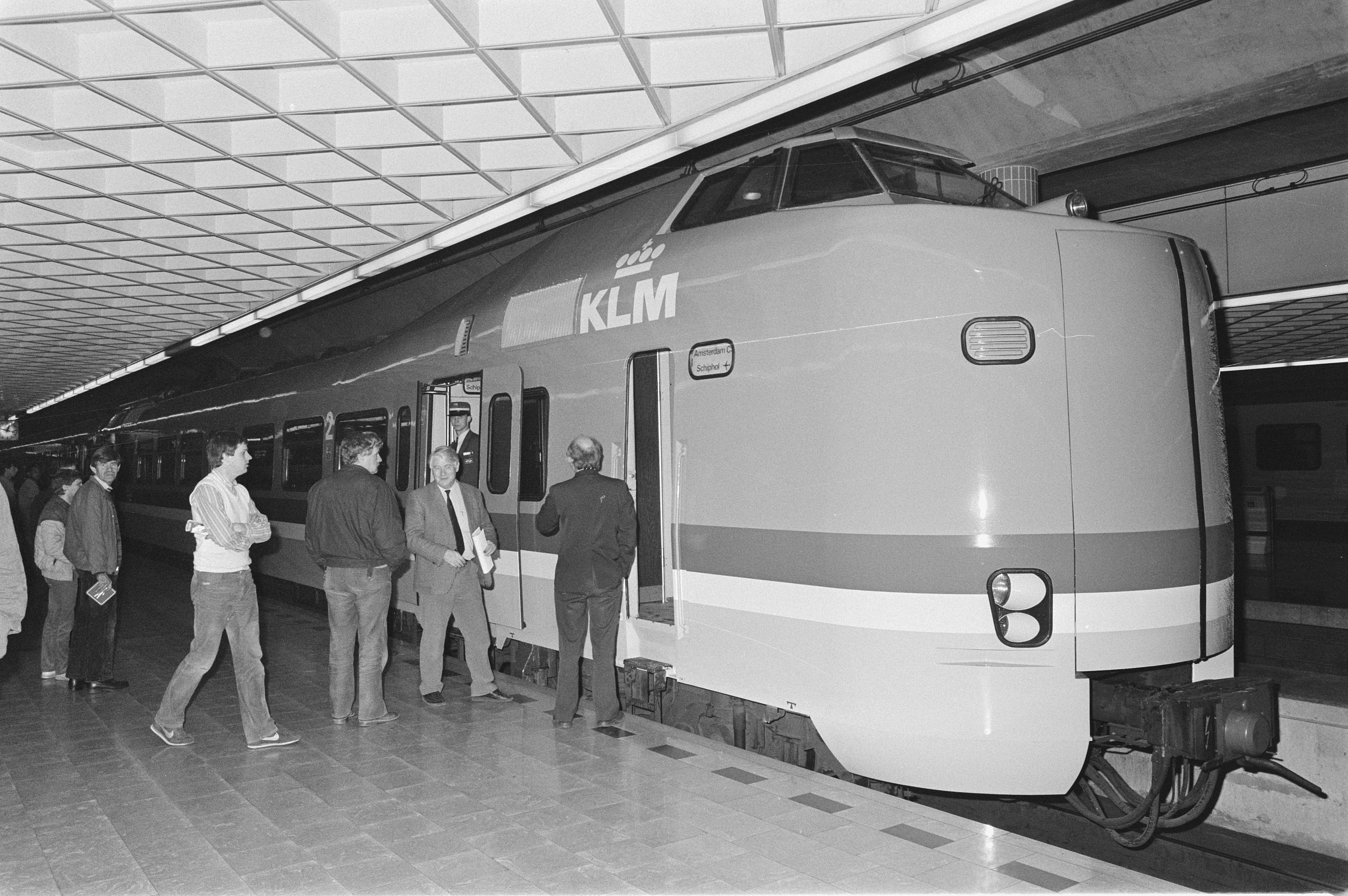
Koploper met KLM-uitmonstering in 1986.

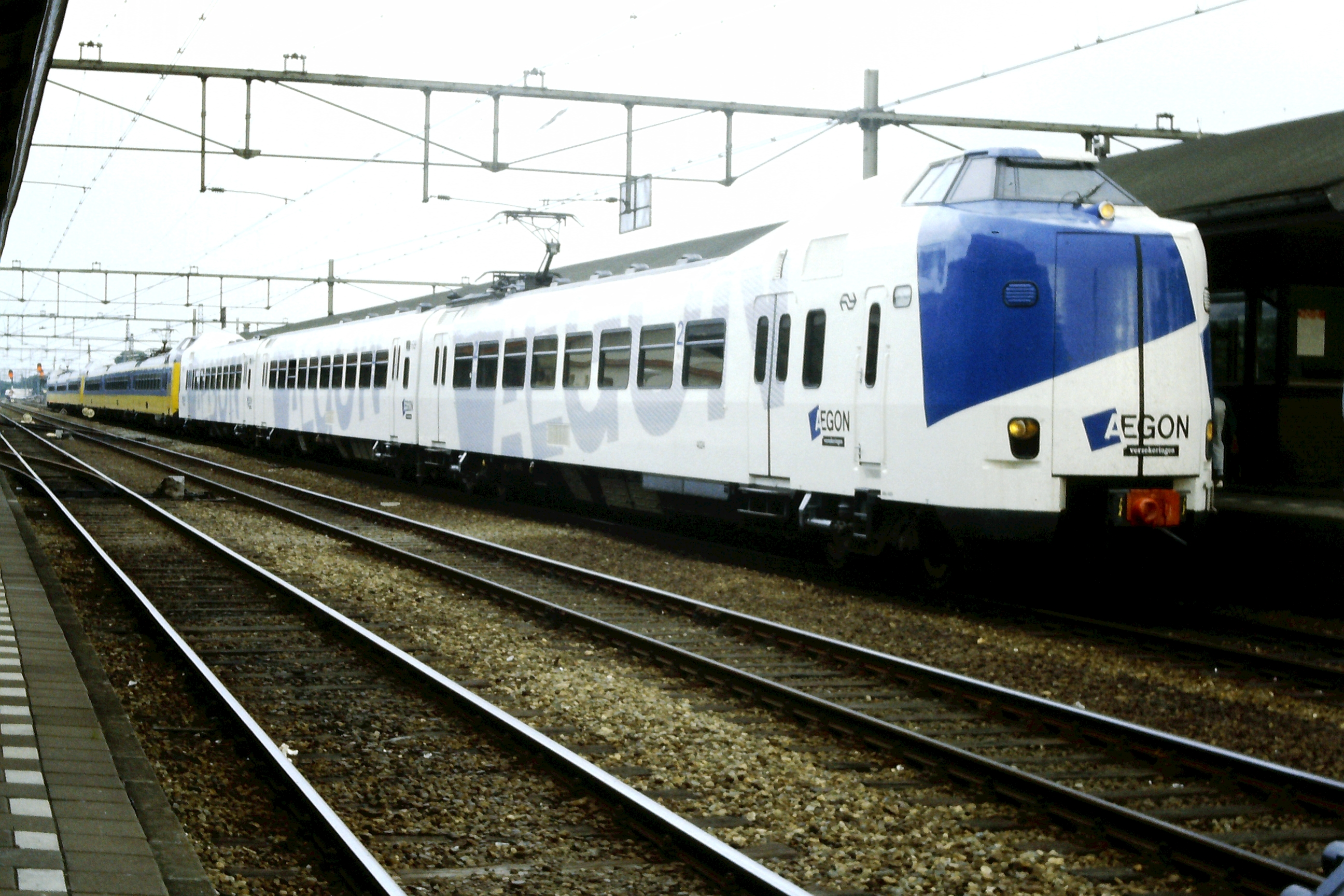
Koploper 4012 met Aegon totaalreclame te Apeldoorn.

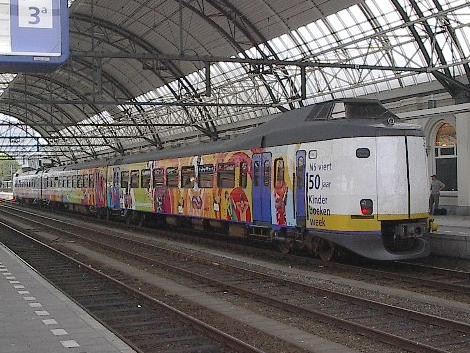
Kinderboekentrein 4028 te Zwolle.

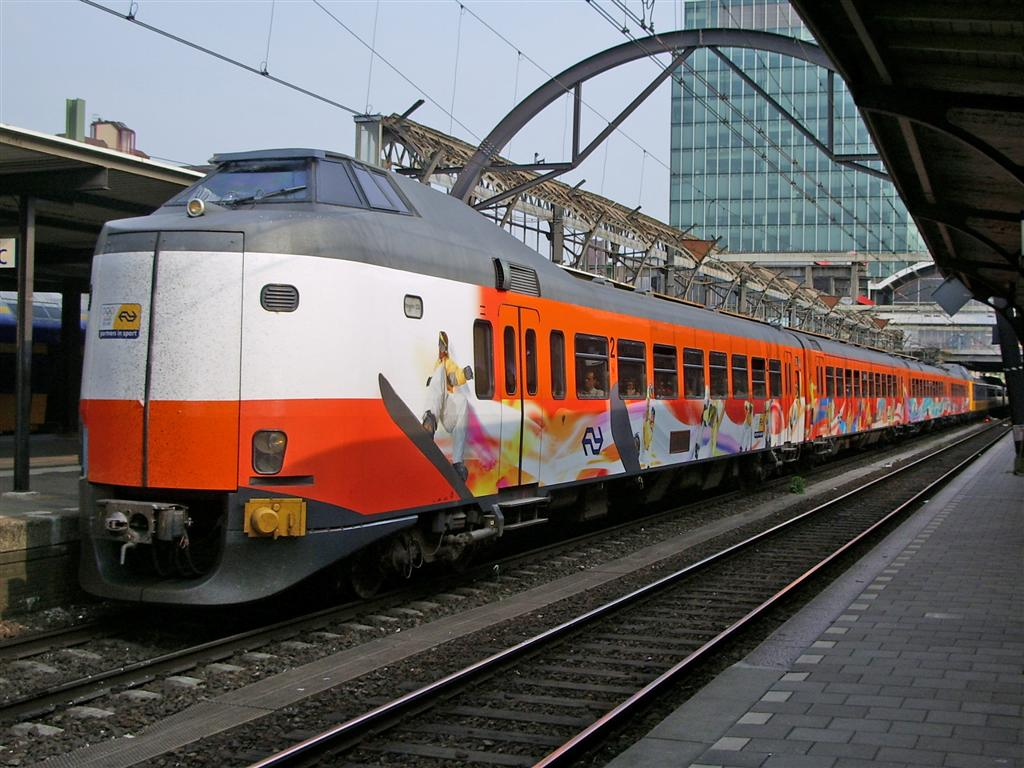
Olympische Koploper 4201; 13 mei 2006.

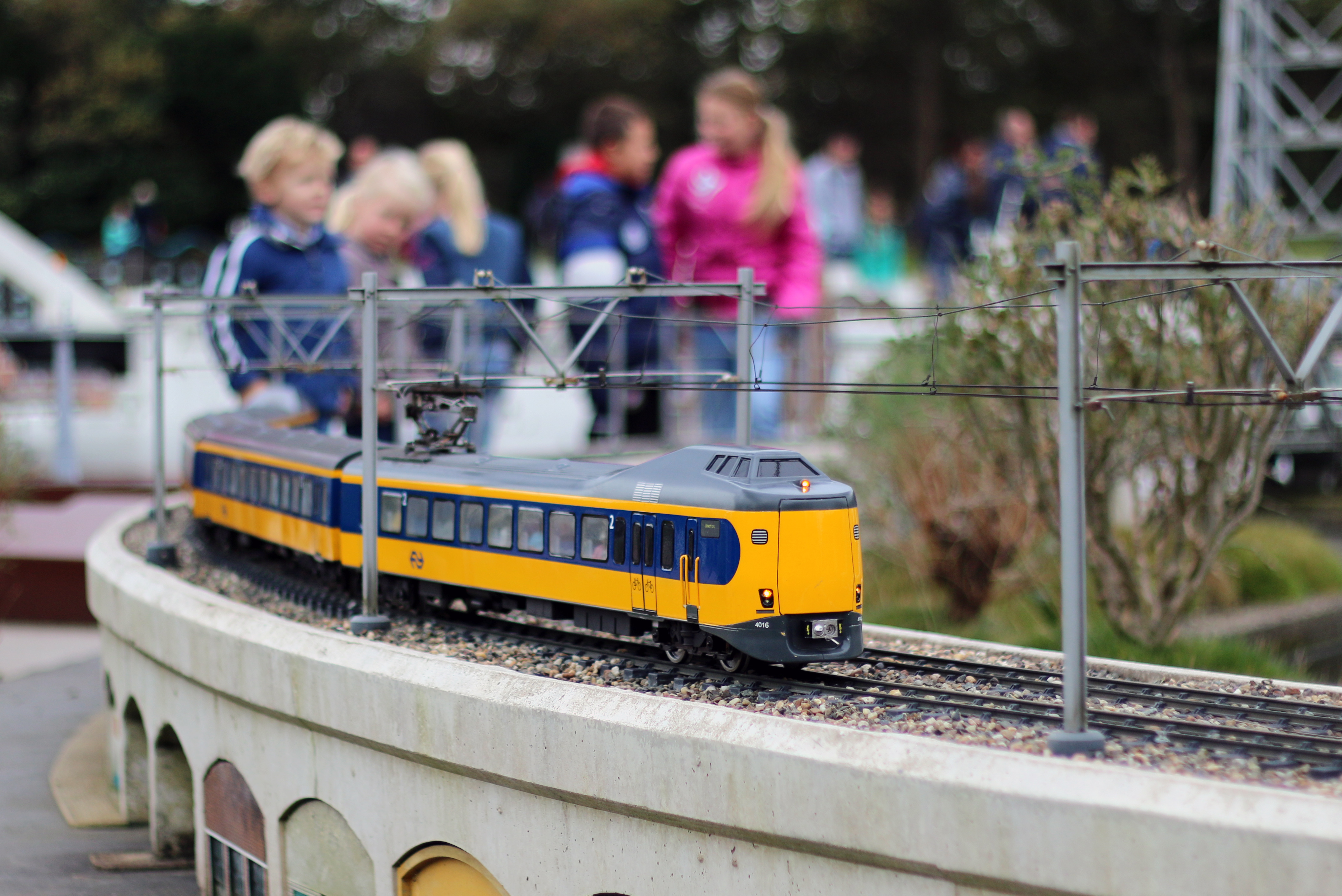
Schaalmodel 1:25 in Miniatuurstad Madurodam; 2014.

### Totaalreclame
Tussen 1986 en 2002 waren enkele Koplopers voorzien van totaalreclame. Dit begon als een idee van NS om de opening van de Westtak van de ringspoorbaan om Amsterdam in 1986 (de verbinding tussen Amsterdam CS en Schiphol) luister bij te zetten door twee treinen dezelfde kleuren te geven als vliegtuigen. Hierbij kwam het goed uit dat het treinstel qua vormgeving een beetje leek op een Boeing 747, met aan de voorkant een verhoogde cabine. De 4011 kreeg een KLM-kleurstelling en de 4012 kreeg de kleuren van Martinair. Die werd later aangepast met een cirkel op de neusdeuren, rood bij Martinair en zwart bij KLM. Later hebben Aegon (treinstel 4024, later gevolgd door de 4011 en 4012), Randstad (treinstel 4050) en De Lage Landen (eveneens treinstel 4050) NS betaald om een of meer treinstellen in hun huisstijl te laten rondrijden.
Hoewel het treinstel uiterlijk weinig veranderde werd treinstel 4023 in 1999 een rijdend reclameobject voor het Groninger Museum. Dat jaar werd het interieur van het treinstel door de Italiaanse designer Alessandro Mendini onder handen genomen. Zo werden de banken in diverse kleuren bekleed, kregen bagagerekken, vloeren en deuren nieuwe kleuren en de tussenwanden werden voorzien van verschillende levensgrote kunstwerken. Deze uitvoering heeft het treinstel behouden tot het in 2007 aan de beurt was voor modernisering. De trein was van buiten te herkennen aan de witte deuren en de tekst "er gaat niets boven Groningen" op de voorzijde.
In het kader van 50 jaar Kinderboekenweek is in 2004 treinstel 4028 tijdelijk bestickerd als Kinderboekentrein.
Eveneens in 2004 is treinstel 4241 in het kader van de sponsoring door NS van NOC*NSF geheel in het oranje bestickerd. Vanaf 2005 reden ook treinstellen 4201 en 4240 als Olympisch treinstel. Aan de zijkant van de trein waren sporters in actie te zien. Ook de binnenvloeren van deze twee treinstellen waren hierbij voorzien van bijpassende bestickering. Ook twee VIRM-treinstellen werden in oranje gehuld.

### Overige bestickeringen
Voor de viering van het 150-jarig bestaan van de spoorwegen in Nederland werd in 1989 treinstel 4083 voorzien van een vrolijke confettibestickering. Daarnaast kreeg het treinstel als eerste stel officieel de naam Koploper op de zijwanden. Op 1 juli reed het treinstel voor een speciale tv-uitzending tegelijkertijd met een TGV-treinstel door Nederland om gelijktijdig in Utrecht aan te komen. Later reed het treinstel nog een speciale jubileumrit op 20 september 1989 tussen Amsterdam en Haarlem (de eigenlijke jubileumdatum). Het treinstel werd in de reguliere treindienst ingezet.
Ter gelegenheid van het WK Voetbal in 1990 werden in juni dat jaar 25 treinstellen op de koppen voorzien van stickers van grote voetballen en oranje strepen. Nadat het Nederlands elftal was uitgeschakeld, was deze bestickering weer snel verdwenen.
In de zomer van 1995 werden treinstellen 4011-4015 voorzien van stickers met het logo van luchthaven Schiphol. Vanaf het ingaan van de nieuwe dienstregeling dat jaar werden de treinen uit Enschede (net als de treinen uit Groningen en Leeuwarden) in Amersfoort gesplitst in een treindeel voor Amsterdam Centraal en een treindeel dat via Amsterdam Zuid naar Schiphol reed. Het was de bedoeling dat genoemde treinstellen de vleugeltreinen van de serie 1600 van en naar Schiphol zouden rijden. Door verstoringen kwamen de treinstellen vaak in andere diensten terecht. Daarom werd de bestickering al snel weer ongedaan gemaakt.
In juli 2005 werd treinstel 4210 voorzien van kleine kroontjes met de tekst "Prinses Alexia Express" en op 13 april 2007 werd treinstel 4051 in Groningen voorzien van stickers met de tekst "Prinses Ariane Express". Hiermee werd de geboorte van de tweede en derde dochter van Prins Willem-Alexander en Prinses Máxima gevierd. Sindsdien heeft tot op heden geen enkel ICM-stel nog bestickering.

## Interieurfoto's

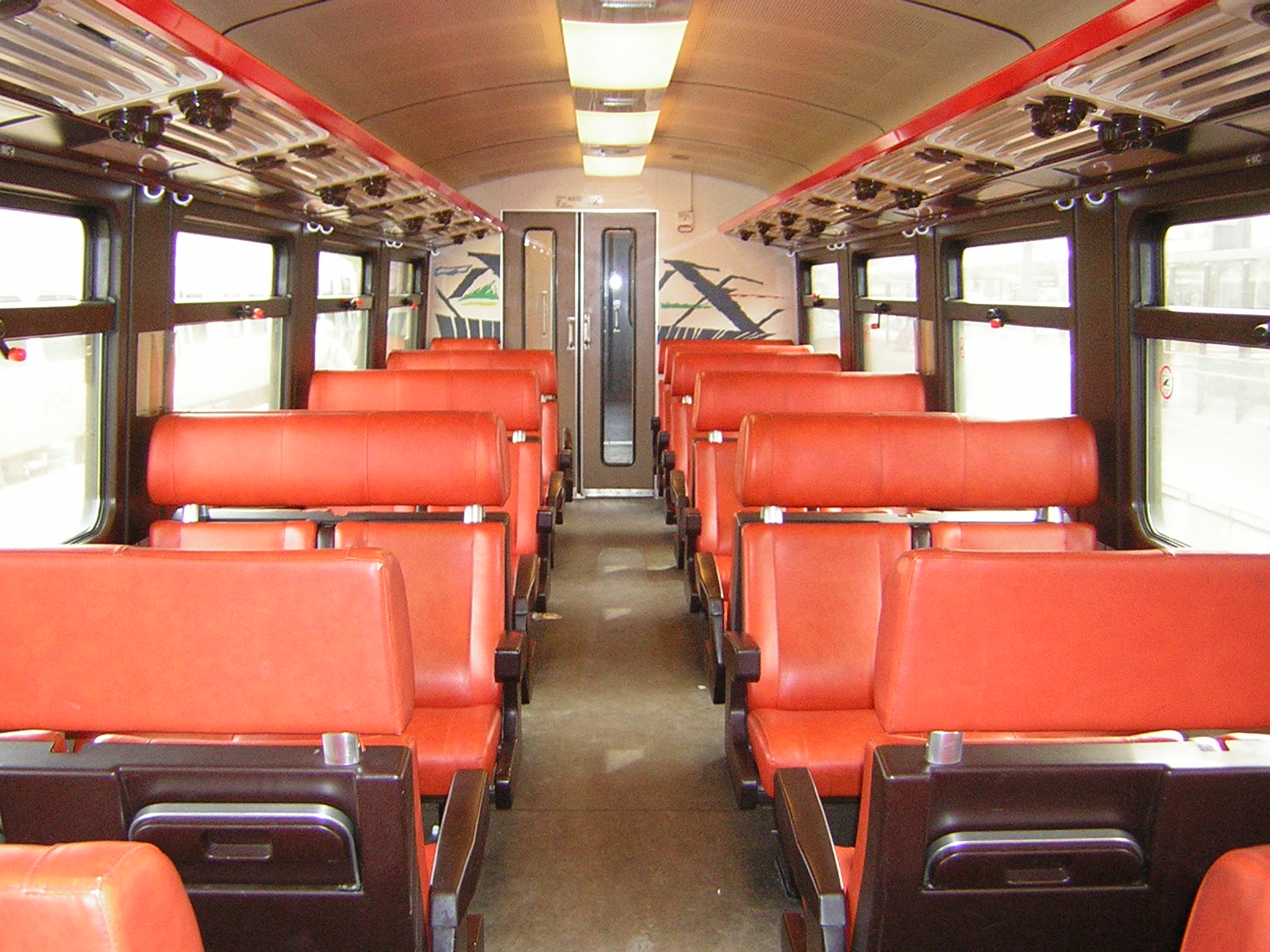
Interieur van ICM 4020 (tweede klas).
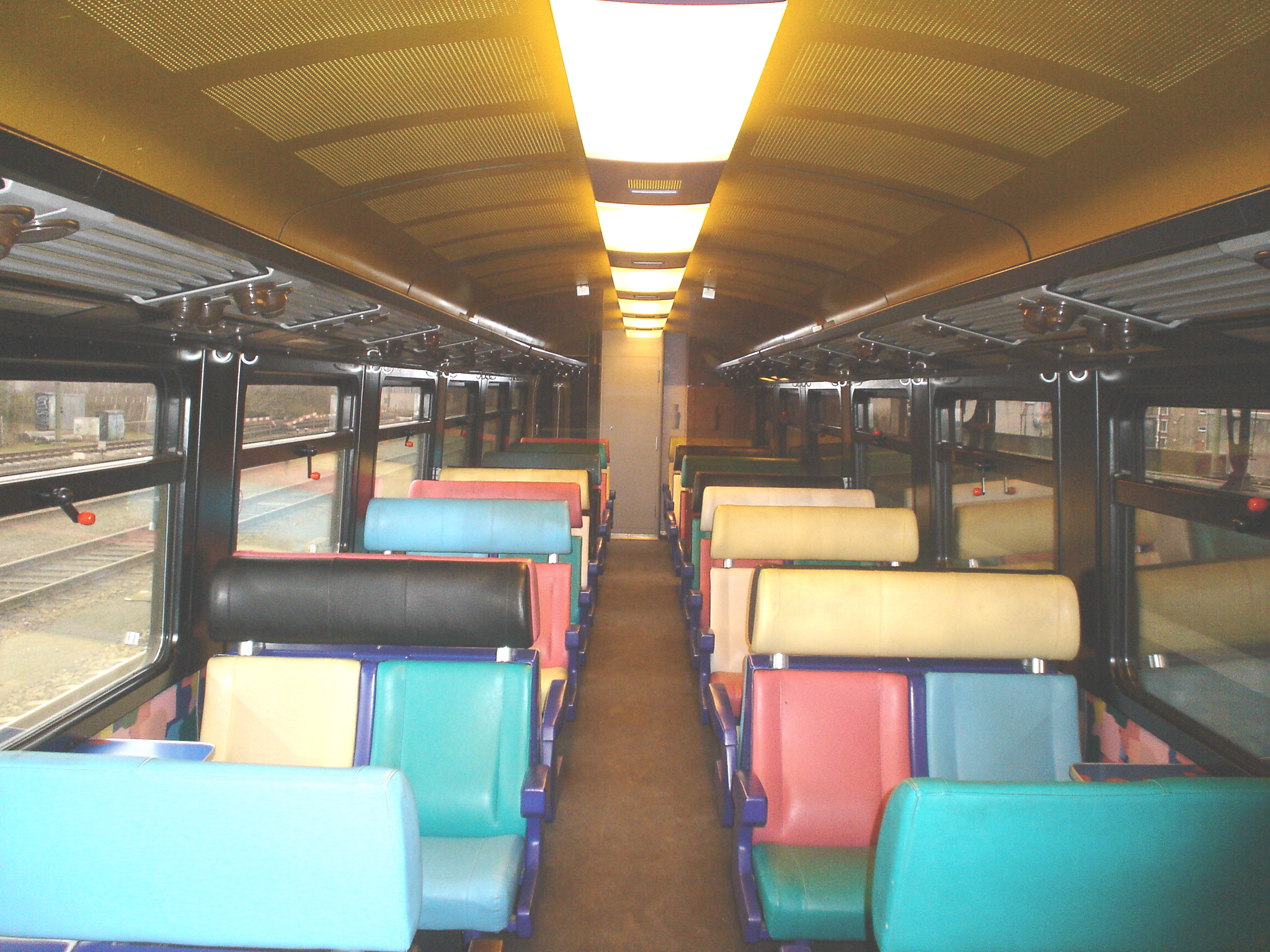
Interieur van ICM 4023 (tweede klas), ontwerp van Alessandro Mendini.
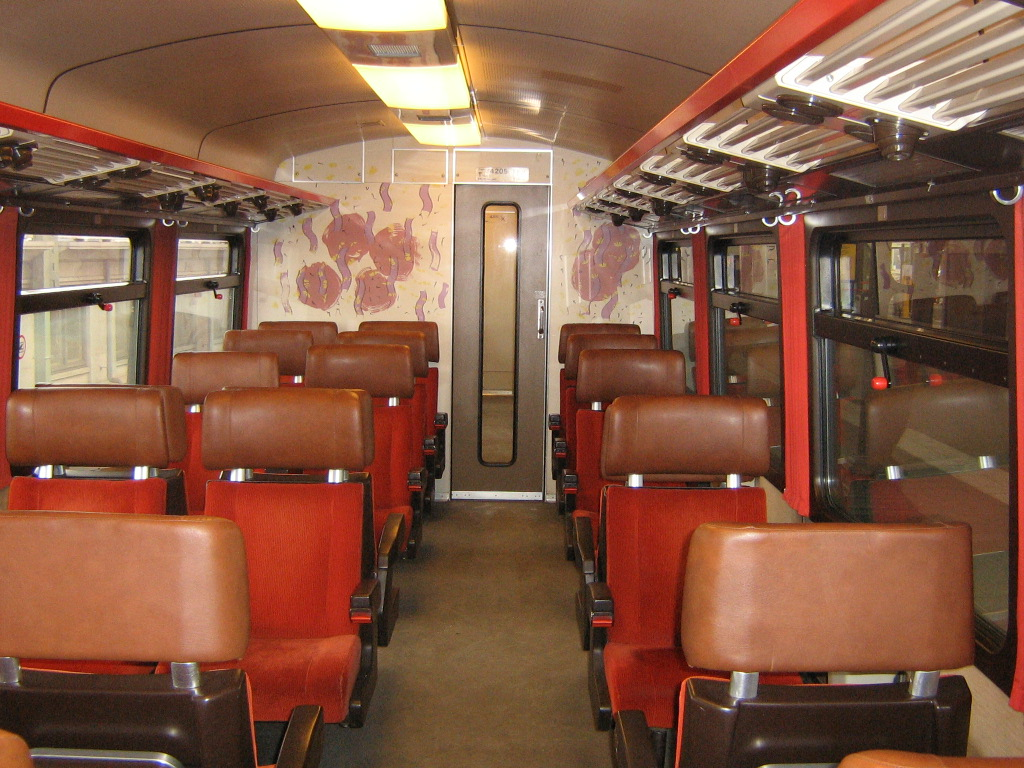
Interieur van ICM 4205 (eerste klas).
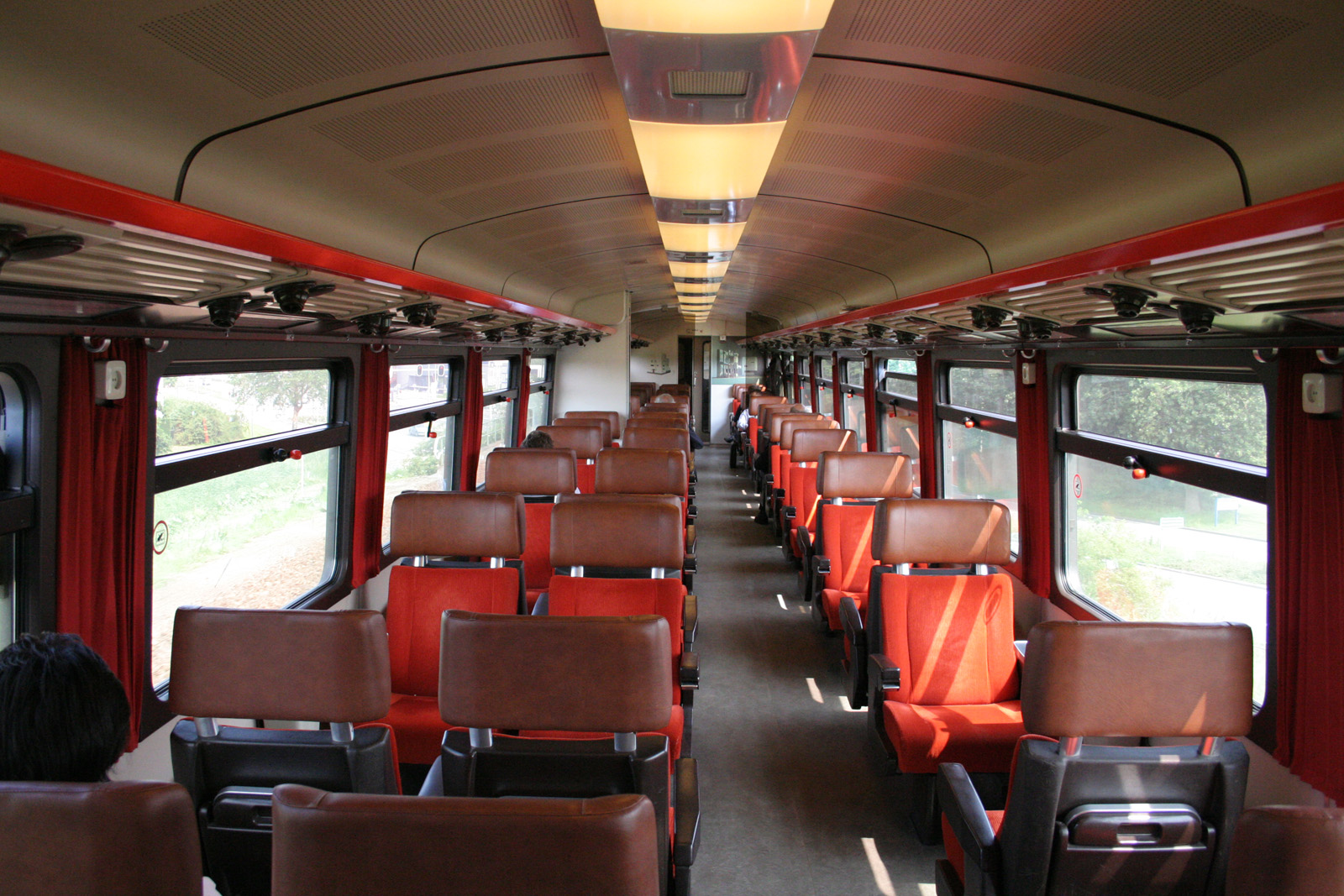
Interieur van de afwijkende A-bak van ICM 4444 (eerste klas), ingezet als ambtenarentrein.
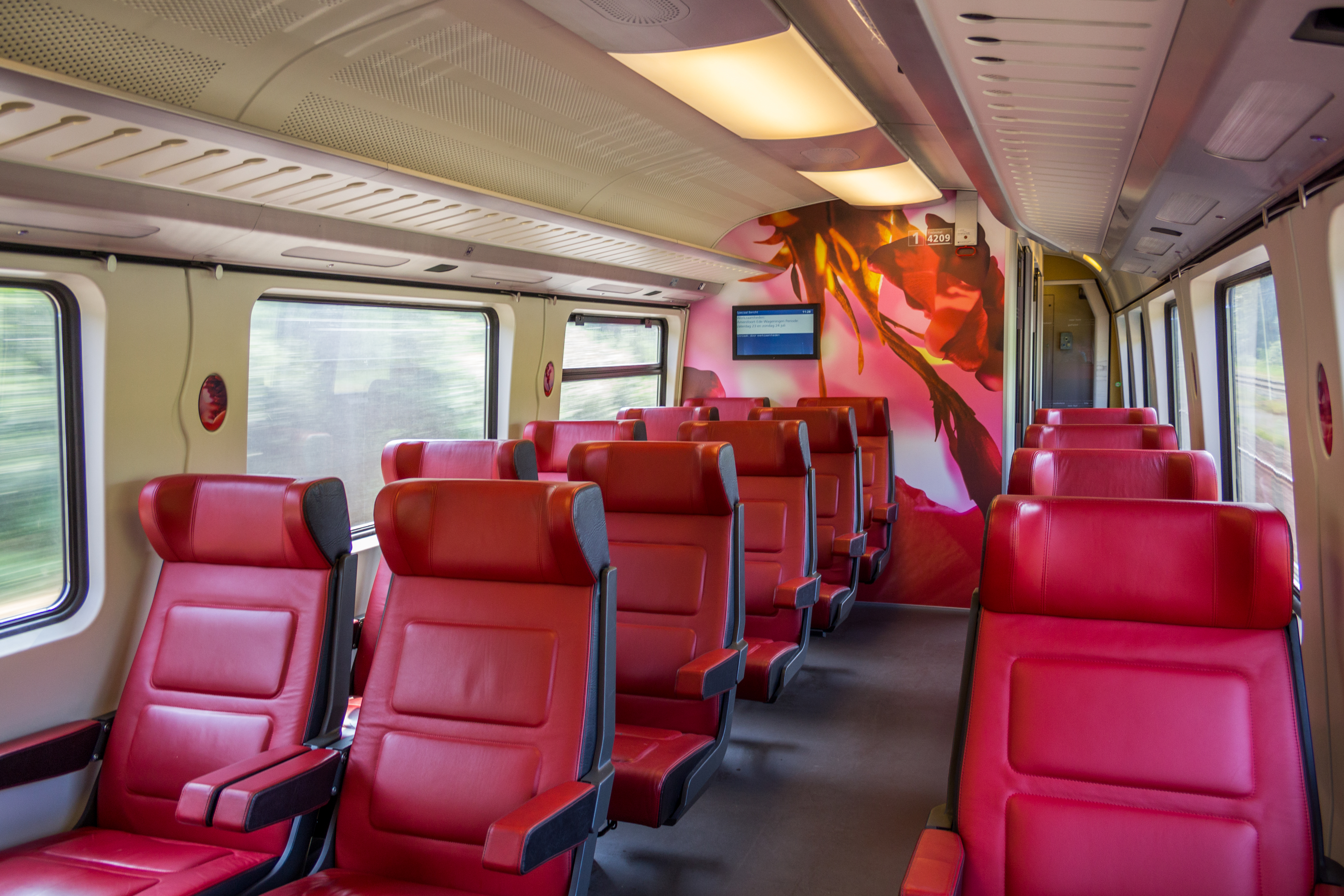
Vernieuwd interieur van ICMm 4209 (eerste klas).
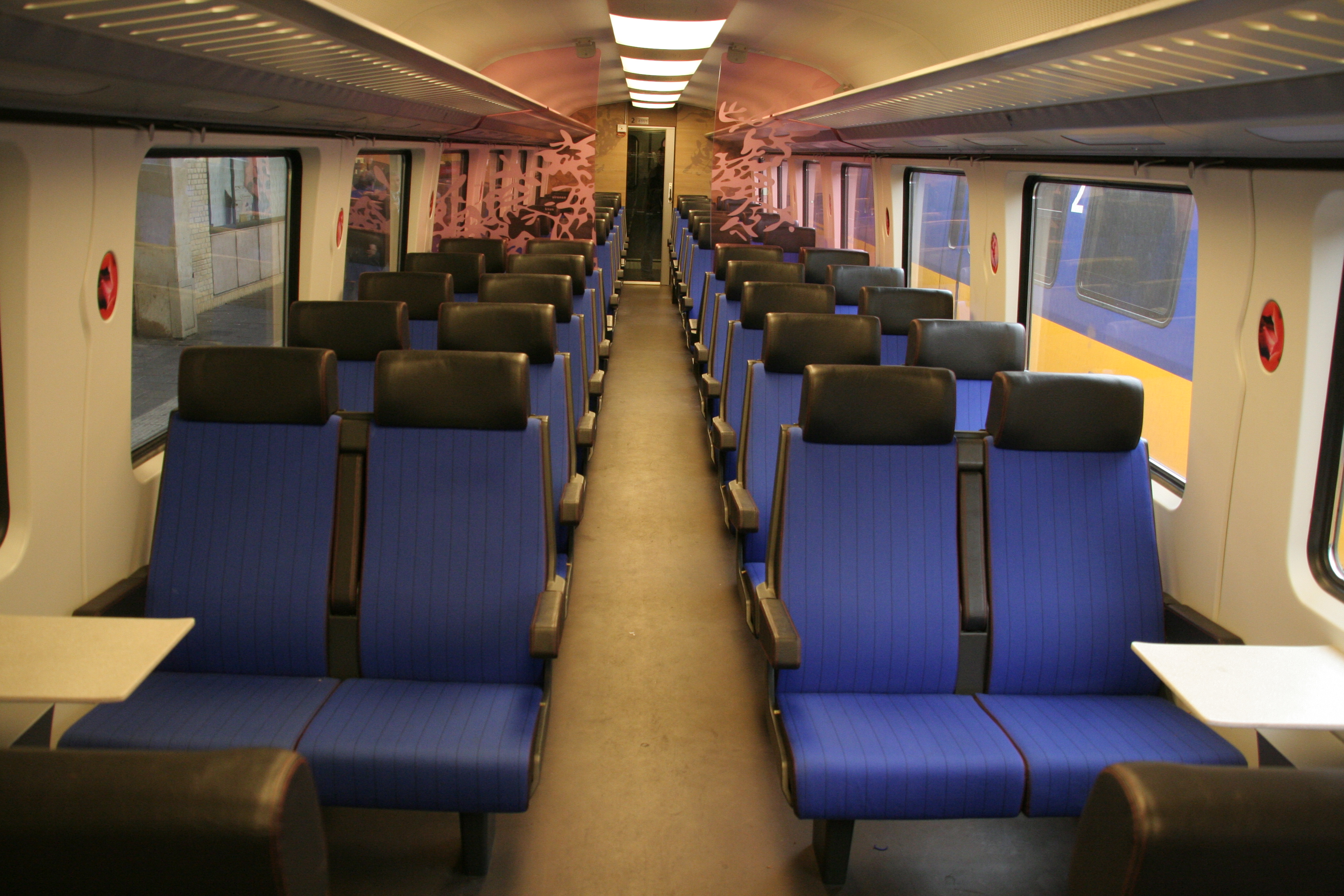
Vernieuwd interieur van ICMm (tweede klas).
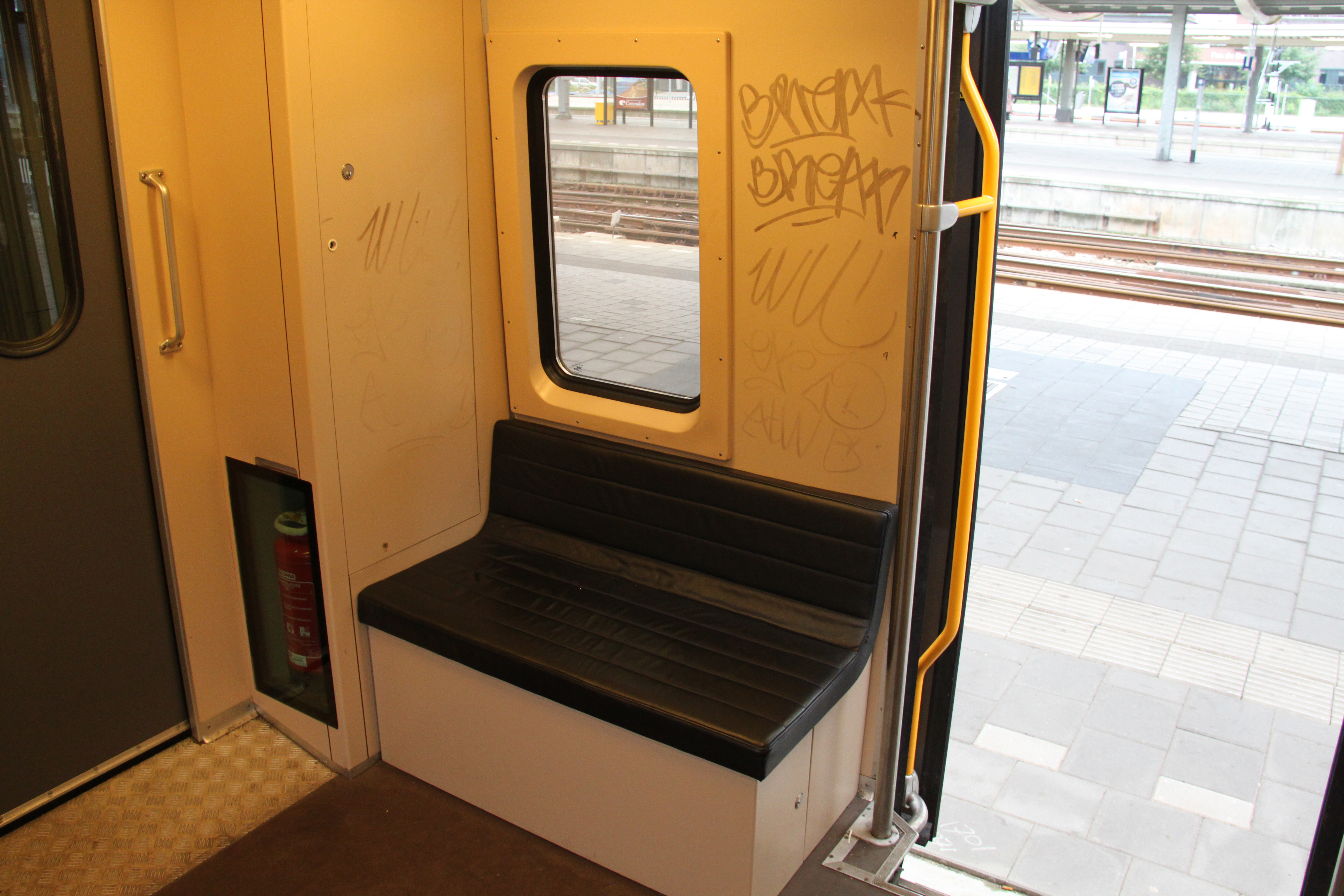
Balkon.
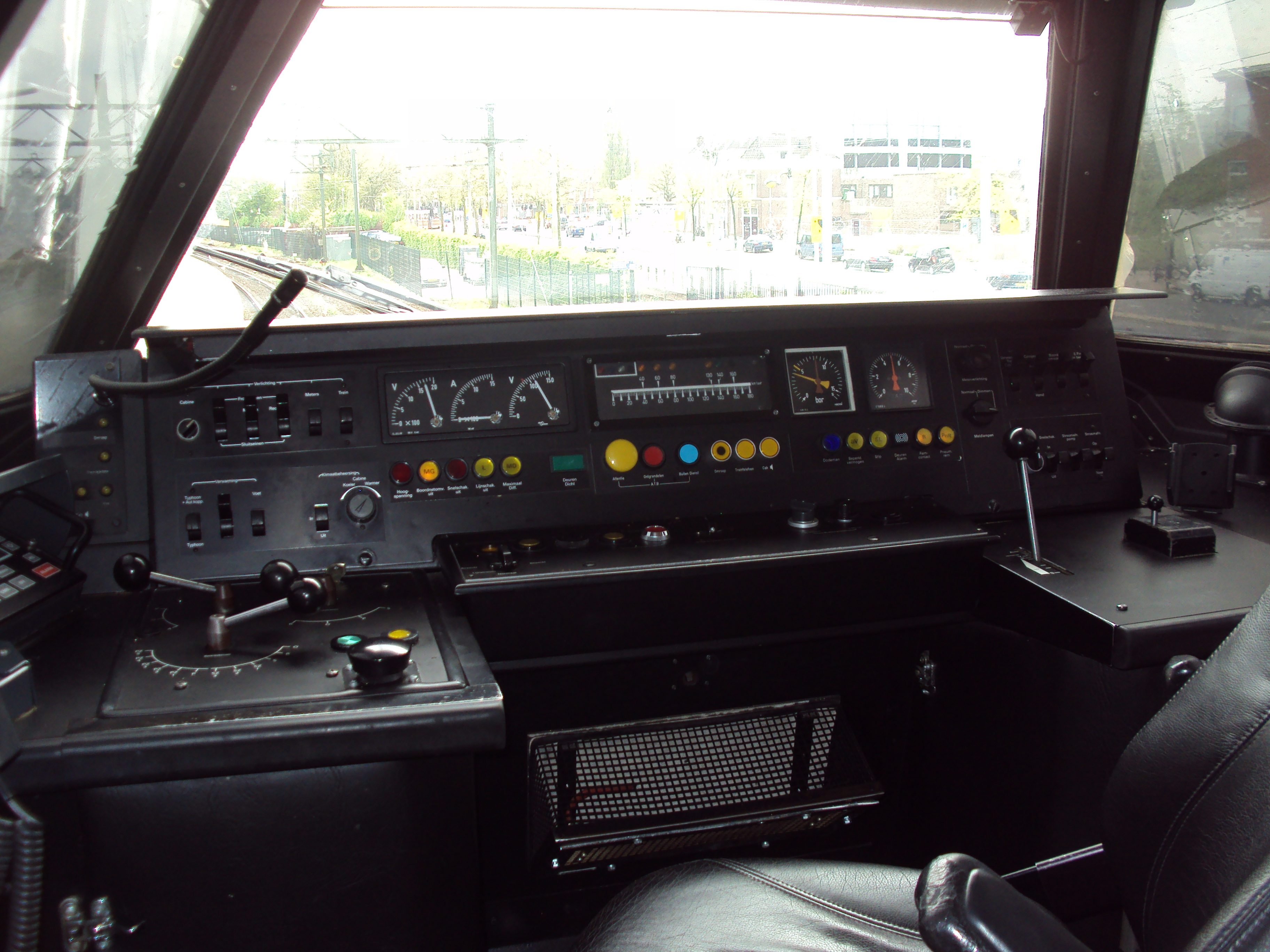
Cabine van de machinist.
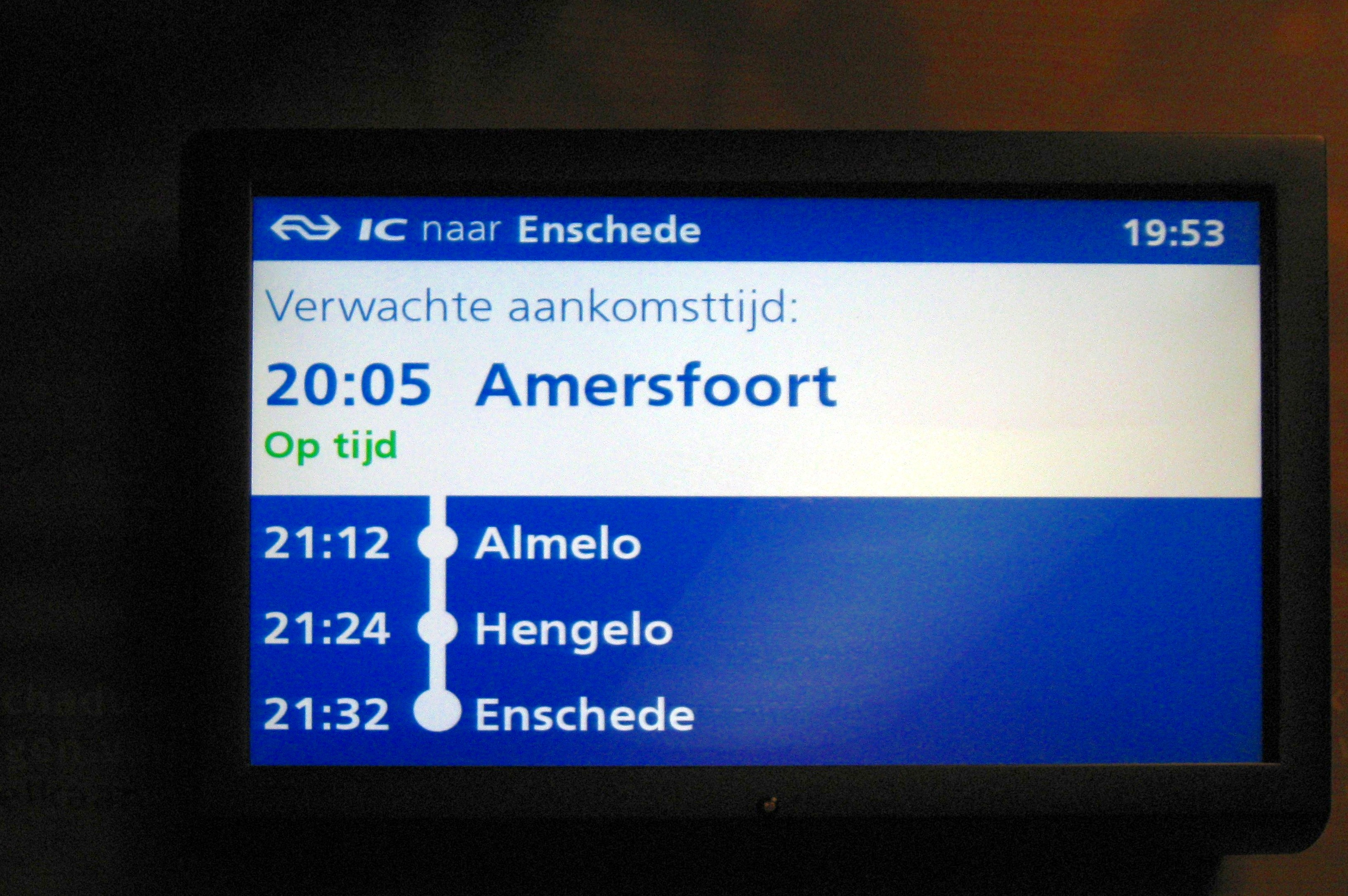
OBIS in een NS-trein.
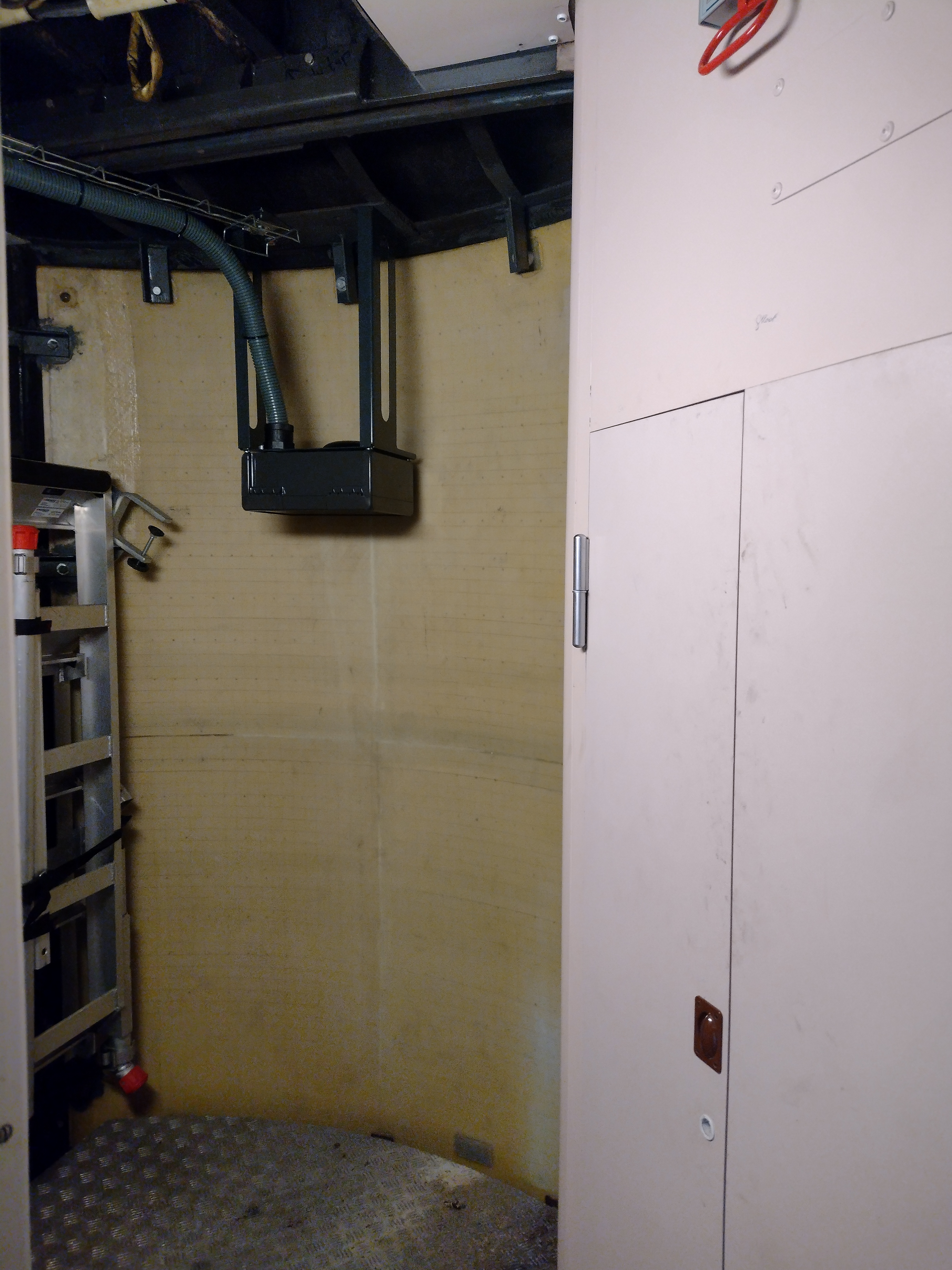
Dichtgemaakte doorloopkop.
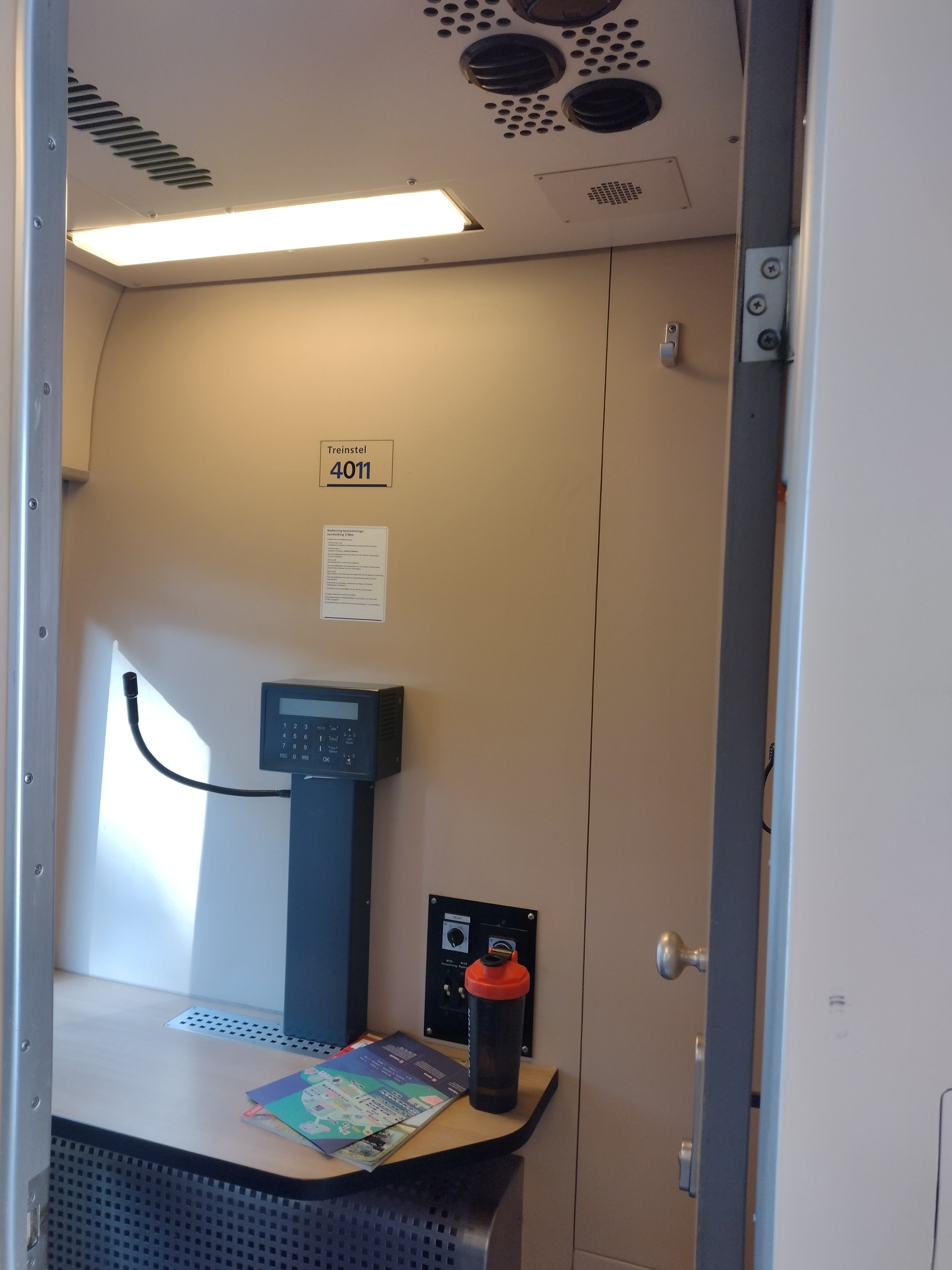
Cabine van de conducteur.

## Inzet

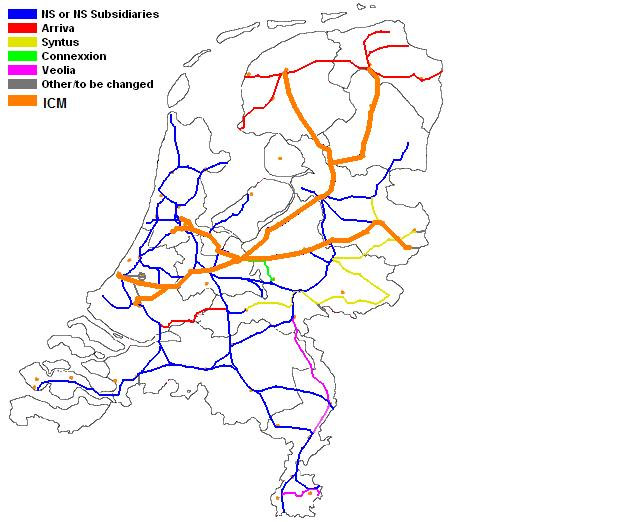
Inzetgebied Intercitymaterieel in 2010.

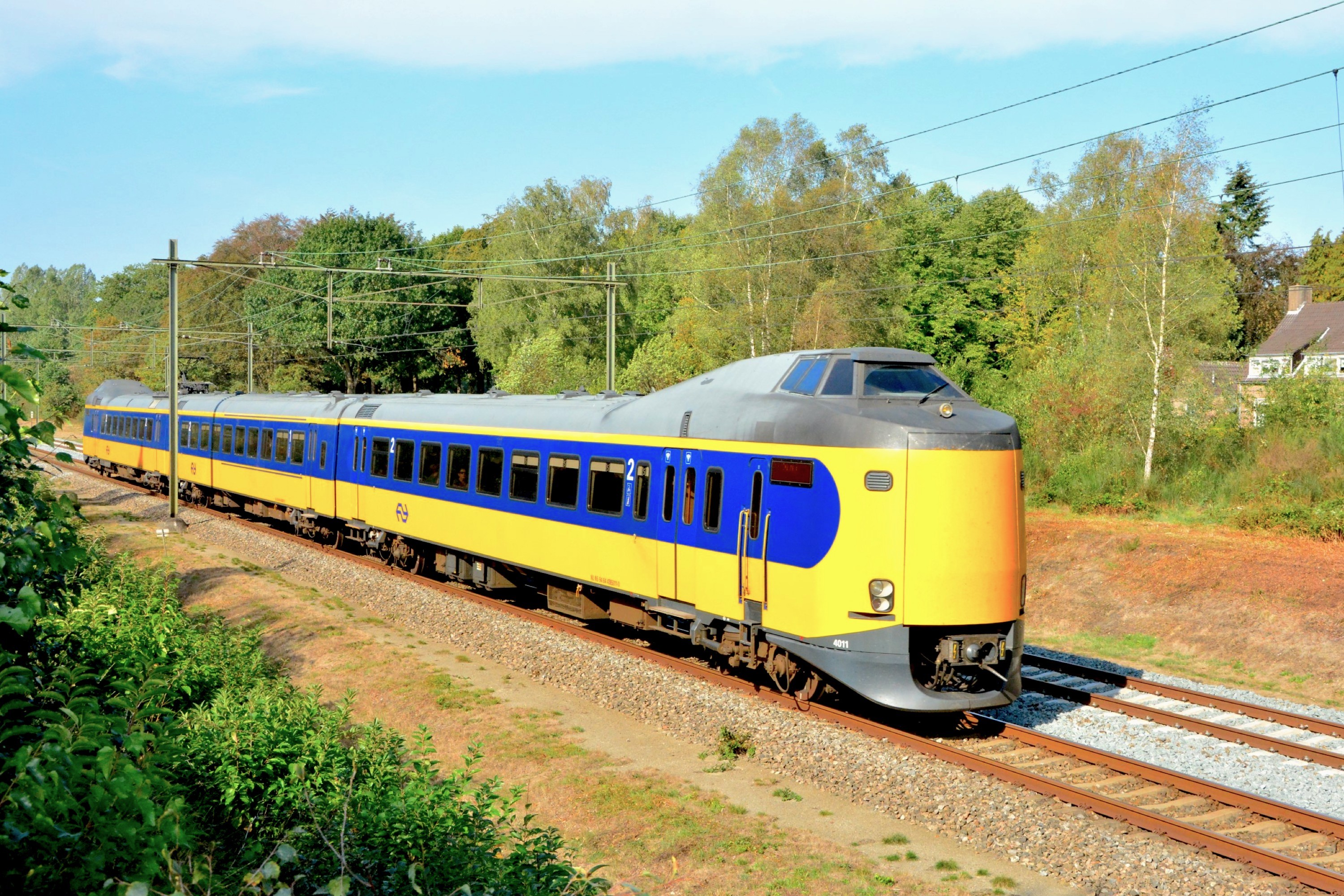
ICMm 4011 met intercity 1533 Amsterdam Centraal – Deventer passeert Assel.

Door de aard van de inzet - vooral de intercity's Rotterdam / Den Haag – Groningen / Leeuwarden, soms voorafgegaan door diensten op het nachtnet, is het de treinsoort die per dag de meeste kilometers aflegt: doorgaans meer dan 1.000 km per dag met pieken van meer dan 1.800.

### Geschiedenis
De prototypes werden vanaf 1978 ingezet in de intercitydienst tussen Amsterdam en Nijmegen. De eerste treinstellen ICM-1 werden vanaf 1984 ingezet tussen Amsterdam en Groningen / Leeuwarden. Vanaf 1986 reden deze treinen van en naar Hoofddorp. Hierna volgden de intercity's tussen Den Haag / Rotterdam en Enschede. Vervolgens werden in 1990 de laatste treinen tussen beide Zuid-Hollandse steden en Groningen en Leeuwarden van het materieel '54 overgenomen, in 1993 gevolgd door de intercity's tussen Hoofddorp en Enschede. De ICM-treinstellen kregen hiermee, in alle zogenaamde Noordoost-verbindingen vrijwel alleenheerschappij. Op deze diensten waar treinen uit verschillende grote steden gecombineerd werden tot één trein kwamen de meeste combinaties voor van de maximumlengte van 15 bakken, bijvoorbeeld tussen Utrecht en Zwolle.
Om vertragingen te voorkomen past de NS het principe van combineren en splitsen steeds minder toe in haar dienstregeling waardoor lange combinaties minder vaak voorkomen dan vroeger. Bovendien zijn er door de invoering van kwartierdiensten voor Intercity's tussen Rotterdam / Den Haag en Amersfoort, en door de opening van de Hanzelijn (via Lelystad), meer treinen gaan rijden waardoor reizigers over meer treinen worden verdeeld en de inzet van langere treinen daardoor minder noodzakelijk is. (Bovendien zet de NS sinds de dienstregeling van 2007 ook structureel dubbeldekkers in op de 'Noordoost', zoals VIRM, zodat volstaan kan worden met kortere treinen). Later kwamen de stellen ook tussen Amsterdam en Vlissingen en in de IC '90-treindiensten te rijden. Tussen Amsterdam en Vlissingen zijn ze eind jaren 90 vervangen door het Interregiomaterieel. De IC '90-spitsverbinding tussen Zwolle en Eindhoven werd een volwaardige Intercityverbinding tussen Schiphol en Eindhoven en ook de spitsverbinding tussen Den Haag en Arnhem werd een volwaardige halfuurdienst. Beide treinen worden inmiddels gereden door het Interregiomaterieel en getrokken treinen.

### Dienstregeling 2025
ICMm wordt per 15 december 2024 structureel ingezet in de volgende treinseries:
| Serie | Treinsoort     | Route | Bijzonderheden |
| ----- | -------------- | --- | --- |
| 700   | Intercity (NS) | Schiphol Airport – Amsterdam Zuid – Almere Centrum – Lelystad Centrum – Zwolle – Assen – Groningen                      | Vormt tussen Schiphol Airport en Zwolle een halfuurdienst met serie 800. Vormt tussen Zwolle en Groningen een halfuurdienst met serie 500. Sommige treinen tussen Zwolle en Groningen stoppen op alle stations. (alleen 's morgens vroeg en 's avonds laat)                                                                            |
| 800   | Intercity (NS) | Schiphol Airport – Amsterdam Zuid – Almere Centrum – Lelystad Centrum – Zwolle – Meppel – Leeuwarden                    | Vormt een halfuurdienst tussen Schiphol Airport en Zwolle met serie 700 en tussen Zwolle en Leeuwarden met serie 600. Sommige treinen tussen Zwolle en Leeuwarden stoppen op alle stations. (alleen 's morgens vroeg en 's avonds laat).                                                                                               |
| 1400  | Intercity (NS) | Utrecht Centraal – Amsterdam Centraal – Schiphol Airport – Den Haag HS – Rotterdam Centraal                             | Nachtnet. In beide richtingen stopt de eerste trein (in beide richtingen rond 1:30 uur) op Amsterdam Bijlmer ArenA. In de nacht van dinsdag op woensdag zijn er werkzaamheden aan de Westtak. Deze serie stopt dan niet op Schiphol Airport. Dat station wordt dan bediend door intercity 11400. Wordt in combinatie gereden met VIRM. |
| 1500  | Intercity (NS) | Amsterdam Centraal – Hilversum – Amersfoort Centraal – Apeldoorn – Deventer                                             | Rijdt op werkdagen tijdens de spits van/naar Deventer. Tussen de spitsen is dat 1x per 2 uur. Rijdt in het weekend enkele ritten van/naar Deventer. |
| 1700  | Intercity (NS) | Den Haag Centraal – Gouda – Utrecht Centraal – Amersfoort Centraal – Apeldoorn – Deventer – Almelo – Hengelo – Enschede | Rijdt na 20:00 uur tussen Enschede en Utrecht Centraal en rijdt dan vanaf Utrecht Centraal door als Intercity 2800 naar Rotterdam Centraal. Wordt in combinatie gereden met DDZ. |
| 2000  | Intercity (NS) | Rotterdam Centraal – Gouda – Utrecht Centraal                                                                           | Rijdt tot circa 20:30. Op zaterdagochtend start deze serie op rond 10:00 en op zondagochtend rond 11:00. |
| 2600  | Intercity (NS) | Almere Centrum – Amsterdam Centraal                                                                                     | |
| 2800  | Intercity (NS) | Rotterdam Centraal – Gouda – Utrecht Centraal                                                                           | s Avonds na circa 21:00, op zaterdagochtend tot circa 9:00 en op zondagochtend tot circa 11:00 rijdt deze serie vanaf Utrecht Centraal door als Intercity 1700 naar Enschede. |
| 11400 | Intercity (NS) | Leiden Centraal – Schiphol Airport – Amsterdam Bijlmer ArenA                                                            | Nachtnet. Rijdt alleen in de nachten volgend op dinsdag en woensdag |
| 21440 | Intercity (NS) | Utrecht Centraal – Amersfoort Centraal                                                                                  | Nachtnet. Rijdt alleen in de nachten volgend op vrijdag en zaterdag. |

### Buiten dienst

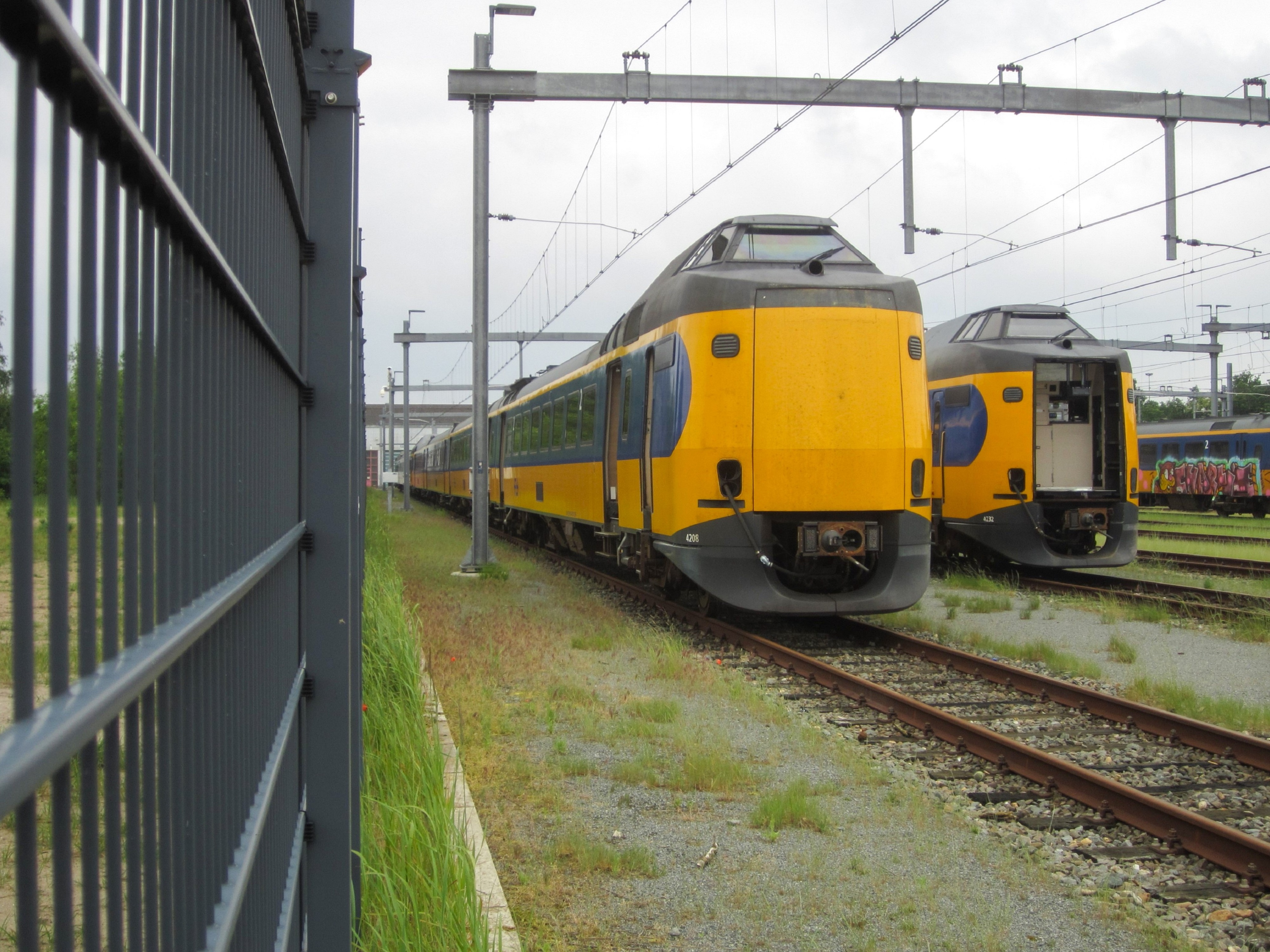
Stellen 4208 en 4232 staan terzijde in Amersfoort.

Vanaf 2021 zijn de eerste ICMm-stellen terzijde gesteld, dit waren vooral de oudste nog rijdende stellen, veelal driedelige stellen uit de eerste serie maar ook enkele vierdelige treinstellen. In 2024 zijn de laatste stellen met weerstanden (4011-4050, serie ICM-1) terzijde gesteld, dit waren de oudste driedelige stellen. Omdat deze stellen op weerstanden werkten en niet op choppers zoals de latere stellen was het onderhoud hieraan afwijkend. De terzijde gestelde treinstellen worden in Hengelo geplukt en de onderdelen worden gerecycled of gebruikt als reserveonderdelen voor de nog rijdende stellen.
Het oudste treinstel (4011) is op 14 juni 2024 overgedragen aan Het Spoorwegmuseum in Utrecht.
Treinstel 4016 is in april 2022 als proef gesloopt bij HKS Metals in Amsterdam. De bedoeling is dat de ICMm's uit de latere series nog tot uiterlijk 2029 ingezet zullen worden.
De in 2024-2025 buiten dienst gestelde treinstellen werden opgesteld in Arnhem Goederen, Hengelo en Amersfoort. Vanaf juli 2025 worden er bij HKS Metals in de Amsterdamse Westhaven op grotere schaal treinstellen gesloopt, het gaat om zes rijtuigen per week.
Vanaf najaar 2025 vermindert de inzet met zo'n 25 treinstellen, waarna er circa 13 driewagenstellen en 12 vierwagenstellen buiten dienst gaan. Ondertussen knapt de hulpwerkplaats Amsterdam Zaanstraat circa 60 treinstellen op die nog enkele jaren mee moeten gaan.